# JPL Cyclecar Company

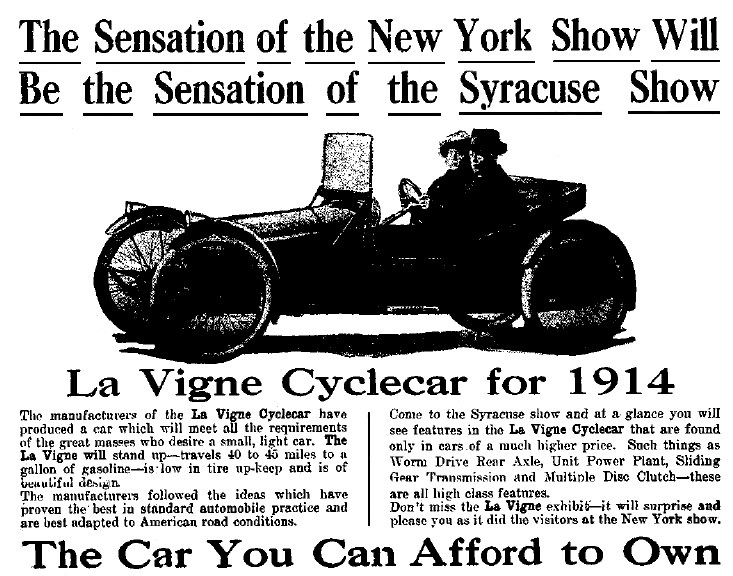
Werbeschrift für La Vigne Cyclecar (1914)

Die JPL Cyclecar Company war ein US-amerikanischer Automobilhersteller.

## Beschreibung
Das Unternehmen existierte von 1913 bis 1914 mit Sitz in Detroit in Michigan. Es stellte Kleinwagen her, die als Cyclecar bezeichnet wurden. Der Wagen wurde vom Ingenieur J. P. La Vigne konstruiert. Es finden sich allerdings auch Werbeschriften, die den gleichen Wagen als La Vigne, produziert von der La Vigne Cyclecar Company – später auch La Vigne Motor Company genannt – anpreisen.
Das Fahrzeug hatte einen luftgekühlten Vierzylindermotor mit Mehrscheiben-Ölbadkupplung und verblocktem Stirnradgetriebe. 66,675 mm Bohrung und 101,6 mm Hub ergaben 1419 cm³ Hubraum. Dem zweisitzigen Wagen wird eine Höchstgeschwindigkeit von 80 km/h und ein Benzinverbrauch von 5,9–7,8 l / 100 km nachgesagt. Er war als Roadster für 425 US-Dollar oder Cabriolet für 650 Dollar erhältlich.
Der Wagen litt unter dem insgesamt schlechten Ruf aller Cyclecars, obwohl er von hoher Fertigungsqualität war. 1914 musste die Produktion eingestellt werden.

## Modelle
| Modell   | Bauzeitraum | Zylinder | Leistung       | Radstand | Aufbauten                           |
| -------- | ----------- | -------- | -------------- | -------- | ----------------------------------- |
| Cyclecar | 1913–1914   | 4 Reihe  | 15 bhp (11 kW) | 2388 mm  | Roadster 2 Sitze, Cabriolet 2 Sitze |